# Süddeutsche Fußballmeisterschaft 1907/08
Die süddeutsche Fußballmeisterschaft 1907/08 des Verbandes Süddeutscher Fußball-Vereine gewann der FC Stuttgarter Kickers im Endrundenturnier ungeschlagen mit sieben Punkten Vorsprung vor dem 1. FC Nürnberg und dem 1. Hanauer FC 1893. Dies war der erste Gewinn der Süddeutschen Fußballmeisterschaft für die Stuttgarter, die sich dadurch für die Deutsche Fußballmeisterschaft 1907/08 qualifizierten. Dort traf die Mannschaft erneut auf einen Südvertreter, den Titelverteidiger Freiburger FC. Das vor 2000 Zuschauern in Pforzheim ausgetragene Viertelfinalspiel endete mit einem Eklat: Die Freiburger Spieler wollten beim Stand von 1:0 den Platz verlassen, weil die Kickers gegen Schiedsrichterentscheidungen protestiert hatten. Der Deutsche Fußball-Bund verhängte daraufhin eine Geldstrafe in Höhe von 100 Mark gegen die Breisgauer und setzte das Spiel neu an. In diesem Wiederholungsspiel, das auf dem KFV-Platz in Karlsruhe ausgetragen wurde, gewannen die Degerlocher mit 5:2. Der FC Stuttgarter Kickers drang nach einem Sieg gegen den Duisburger SpV bis ins Endspiel vor. Ohne die verletzten Otto Löble und Karl Reich unterlagen die Kickers Viktoria 89 Berlin mit 1:3.

## Modus und Übersicht
Das Verbandsgebiet war ab dieser Spielzeit in vier statt bisher drei Kreise eingeteilt, denn die Pfälzer Vereine bildeten nunmehr mit der Schaffung eines Westkreises ein eigenständiges Gebiet. Die Endrunde um die süddeutsche Meisterschaft, zu der wie bisher die Kreismeister qualifiziert waren, wurde ab dieser Saison nicht mehr im K.-o.-System, sondern im Rundenturnier zwischen den vier Kreismeistern ausgespielt.

Spieler des FC Stuttgarter Kickers
in einer Aufnahme aus dem Jahr 1908.

| Bezirk    | Bezirksmeister         |
| --------- | ---------------------- |
| Nordkreis | 1. Hanauer FC 1893     |
| Ostkreis  | 1. FC Nürnberg         |
| Südkreis  | FC Stuttgarter Kickers |
| Westkreis | FC Pfalz Ludwigshafen  |

## Nordkreis
Kurioserweise zog sich die Staffeleinteilung im Nordkreis quer durch die Stadt Frankfurt, so waren die Vereine aus dem westlichen Stadtteil Bockenheim in den Gau Westmain eingeteilt, während Victoria, Kickers und FSV in der Südmain-Staffel spielten. In der Endrunde spielten die Frankfurter Vereine aber nur eine Nebenrolle, der 1. Hanauer FC 93 sicherte sich die Nordkreismeisterschaft vor der Mannheimer Viktoria. Noch während der Endrunde startete in Frankfurt nochmals eine Stadtmeisterschaft des Frankfurter Association-Bunds, die Germania 94 für sich entscheiden konnte.

### Gau Mittelmain
| Pl. | Verein                       | Sp. | S | U | N | Tore    | Quote | Punkte |
| --- | ---------------------------- | --- | - | - | - | ------- | ----- | ------ |
| 1.  | 1. Hanauer FC 1893 (M)       | 4   | 4 | 0 | 0 | 019:600 | 3,17  | 08:0   |
| 2.  | Kickers Offenbach            | 4   | 1 | 0 | 3 | 008:130 | 0,62  | 02:60  |
| 3.  | FC Viktoria 1894 Hanau       | 4   | 1 | 0 | 3 | 007:150 | 0,47  | 02:60  |
| 4.  | Viktoria Aschaffenburg (N) a | 0   | 0 | 0 | 0 | 000:000 | ±0    | 0      |

| (M) | Titelverteidiger Nordkreis |
| (N) | Aufsteiger                 |

### Gau Südmain
| Pl. | Verein                       | Sp. | S | U | N | Tore    | Quote | Punkte |
| --- | ---------------------------- | --- | - | - | - | ------- | ----- | ------ |
| 1.  | Frankfurter FC Kickers       | 10  | 9 | 1 | 0 | 053:150 | 3,53  | 19:10  |
| 2.  | SV Wiesbaden 1899            | 10  | 8 | 1 | 1 | 048:200 | 2,40  | 17:30  |
| 3.  | Frankfurter FC Germania 1894 | 10  | 3 | 2 | 5 | 027:260 | 1,04  | 08:12  |
| 4.  | Frankfurter FC Victoria 1899 | 10  | 4 | 0 | 6 | 024:330 | 0,73  | 08:12  |
| 5.  | FC Hermannia Frankfurt       | 10  | 2 | 2 | 6 | 018:240 | 0,75  | 06:14  |
| 6.  | Wiesbadener FC Germania (N)  | 10  | 1 | 0 | 9 | 009:610 | 0,15  | 02:18  |
| 7.  | FSV Frankfurt b              | 0   | 0 | 0 | 0 | 000:000 | ±0    | 0      |
| 8.  | 1. Wiesbadener FC 1901 c     | 0   | 0 | 0 | 0 | 000:000 | ±0    | 0      |

| (N) | Aufsteiger |

### Gau Westmain
| Pl. | Verein                            | Sp. | S | U | N | Tore    | Quote | Punkte |
| --- | --------------------------------- | --- | - | - | - | ------- | ----- | ------ |
| 1.  | Bockenheimer FVgg 1901            | 6   | 4 | 1 | 1 | 016:130 | 1,23  | 09:30  |
| 2.  | Bockenheimer FC Germania 1901     | 6   | 4 | 0 | 2 | 020:120 | 1,67  | 08:40  |
| 3.  | Frankfurter FC Britannia 1904 (N) | 6   | 2 | 0 | 4 | 014:200 | 0,70  | 04:80  |
| 4.  | Frankfurter FC 1902               | 6   | 1 | 1 | 4 | 011:160 | 0,69  | 03:90  |

| (N) | Aufsteiger |

### Gau Neckar
Die Vereine aus der Staffel Neckar wurden zur kommenden Spielzeit dem Südkreis zugeordnet.
| Pl. | Verein                      | Sp. | S | U | N | Tore    | Quote | Punkte |
| --- | --------------------------- | --- | - | - | - | ------- | ----- | ------ |
| 1.  | Mannheimer FC Viktoria 1897 | 8   | 5 | 2 | 1 | 036:160 | 2,25  | 12:40  |
| 2.  | Mannheimer FG Union 1897    | 8   | 5 | 1 | 2 | 030:150 | 2,00  | 11:50  |
| 3.  | Mannheimer FG 1896          | 8   | 4 | 1 | 3 | 017:150 | 1,13  | 09:70  |
| 4.  | Mannheimer FC Phönix 1902   | 8   | 4 | 0 | 4 | 021:230 | 0,91  | 08:80  |
| 5.  | Mannheimer FG Germania 1897 | 8   | 0 | 0 | 8 | 011:460 | 0,24  | 0:16   |

### Endrunde Nordkreis
| Pl. | Verein                                          | Sp. | S | U | N | Tore    | Quote | Punkte |
| --- | ----------------------------------------------- | --- | - | - | - | ------- | ----- | ------ |
| 1.  | 1. Hanauer FC 1893 (M) (Sieger Gau Mittelmain)  | 6   | 5 | 0 | 1 | 039:100 | 3,90  | 10:20  |
| 2.  | Mannheimer FC Viktoria 1897 (Sieger Gau Neckar) | 6   | 5 | 0 | 1 | 038:110 | 3,45  | 10:20  |
| 3.  | Frankfurter FC Kickers (Sieger Gau Südmain)     | 6   | 2 | 0 | 4 | 023:210 | 1,10  | 04:80  |
| 4.  | Bockenheimer FVgg (Sieger Gau Westmain)         | 6   | 0 | 0 | 6 | 002:600 | 0,03  | 0:12   |

| (M) | Titelverteidiger Nordkreis |

## Ostkreis
In Bayern setzte sich zum dritten Mal in Folge der 1. FC Nürnberg durch, der im Gau Mittelfranken ebenso wenig Probleme hatte, seine Gegner auf Distanz zu halten wie in der Endrunde um die Ostkreismeisterschaft. Im Gau Ostmain gab es noch keine A-Klasse. Herausragend in der Elf des FCN war in dieser Zeit der Sturm mit Haggenmiller, Steinmetz und Philipp, sowie Mittelläufer Hertel und Verteidiger Aldebert. In der Region sprach man aufgrund der Erfolge bereits voller Hochachtung vom „Club“, bis sich dieser Beiname auch überregional durchsetzen konnte, sollte es allerdings noch einige Jahre dauern, denn in der süddeutschen Endrunde dominierten zunächst weiterhin die Vereine aus dem Südkreis.

Stolz präsentiert sich die Mannschaft des
1. FC Nürnberg als „Meister von Bayern 1906/07/08“.

### Gau Mittelfranken
| Pl. | Verein              | Sp. | S | U | N | Tore    | Quote | Punkte |
| --- | ------------------- | --- | - | - | - | ------- | ----- | ------ |
| 1.  | 1. FC Nürnberg (M)  | 6   | 5 | 1 | 0 | 037:600 | 6,17  | 11:10  |
| 2.  | SpVgg Fürth         | 6   | 3 | 0 | 3 | 022:240 | 0,92  | 06:60  |
| 3.  | FC Noris Nürnberg   | 6   | 2 | 1 | 3 | 015:220 | 0,68  | 05:70  |
| 3.  | FC Franken Nürnberg | 6   | 1 | 0 | 5 | 007:290 | 0,24  | 02:10  |

| (M) | Titelverteidiger Ostkreis |

### Gau Oberbayern
| Pl. | Verein                      | Sp. | S | U | N | Tore    | Quote | Punkte |
| --- | --------------------------- | --- | - | - | - | ------- | ----- | ------ |
| 1.  | F.A. Bayern im Münchener SC | 8   | 7 | 0 | 1 | 027:100 | 2,70  | 14:20  |
| 2.  | MTV München von 1879        | 8   | 5 | 1 | 2 | 024:130 | 1,85  | 11:50  |
| 3.  | FC Bavaria 1899 München d   | 8   | 3 | 1 | 4 | 013:220 | 0,59  | 07:90  |
| 4.  | FC Wacker München e (N)     | 8   | 1 | 2 | 5 | 013:190 | 0,68  | 04:12  |
| 5.  | TV 1860 München             | 8   | 2 | 0 | 6 | 011:240 | 0,46  | 04:12  |

| (N) | Aufsteiger |

### Gau Donau
Im Gau Donau meldete sich der MTV Augsburg als einziger Verein für die A-Klasse und wurde somit kampflos Meister.

### Endrunde Ostkreis
| Pl. | Verein                                              | Sp. | S | U | N | Tore    | Quote | Punkte |
| --- | --------------------------------------------------- | --- | - | - | - | ------- | ----- | ------ |
| 1.  | 1. FC Nürnberg (M) (Sieger Gau Mittelfranken)       | 4   | 4 | 0 | 0 | 021:700 | 3,00  | 08:0   |
| 2.  | F.A. Bayern im Münchener SC (Sieger Gau Oberbayern) | 4   | 1 | 1 | 2 | 015:120 | 1,25  | 03:50  |
| 3.  | MTV Augsburg (Sieger Gau Donau)                     | 4   | 0 | 1 | 3 | 008:250 | 0,32  | 01:70  |

| (M) | Titelverteidiger Ostkreis |

| Endrundenspiele Ostkreis    | Endrundenspiele Ostkreis | Endrundenspiele Ostkreis    | Endrundenspiele Ostkreis | Endrundenspiele Ostkreis |
| --------------------------- | ------------------------ | --------------------------- | ------------------------ | ------------------------ |
| 1. FC Nürnberg              | –                        | F.A. Bayern im Münchener SC | 5:3                      | 2:1                      |
| 1. FC Nürnberg              | –                        | MTV Augsburg                | 10:10                    | 4:2                      |
| F.A. Bayern im Münchener SC | –                        | MTV Augsburg                | 8:2                      | 3:3                      |

## Südkreis
In allen drei Staffeln des Südkreises setzten sich die Vorjahresmeister durch. Der Südkreis-Titelverteidiger und amtierende Deutsche Meister Freiburger FC hatte zu dieser Spielzeit zahlreiche Abgänge zu verkraften (Torhüter Paul von Goldberger etwa war im Herbst 1907 nach Frankfurt übergesiedelt, Verteidiger Louis C. de Villiers in seine Heimat Südafrika zurückgekehrt) und belegte in der Endrunde nur den letzten Platz. Auch „Altmeister“ Karlsruher FV schnitt überraschend schwach ab, verlor ein Spiel gegen den Freiburger FC und unterlag dem neuen Südkreismeister Stuttgarter Kickers deutlich mit 0:7. Die Schwaben um den jungen Mittelstürmer Otto Löble erwiesen sich nach ihrer ersten gewonnenen Kreismeisterschaft auch auf süddeutscher Ebene als stärkste Mannschaft. Zur kommenden Spielzeit gab es für den Südkreis eine eingleisige oberste Spielklasse.

### Gau Mittelbaden
| Pl. | Verein                       | Sp. | S | U | N | Tore    | Quote | Punkte |
| --- | ---------------------------- | --- | - | - | - | ------- | ----- | ------ |
| 1.  | Karlsruher FV                | 4   | 3 | 1 | 0 | 018:300 | 6,00  | 07:10  |
| 2.  | Karlsruher FC Phönix         | 4   | 2 | 1 | 1 | 024:500 | 4,80  | 05:30  |
| 3.  | FC Frankonia Karlsruhe       | 4   | 0 | 0 | 4 | 002:360 | 0,06  | 0:80   |
| 4.  | 1. FC Pforzheim f            | 0   | 0 | 0 | 0 | 000:000 | ±0    | 0      |
| 5.  | FC Alemannia Karlsruhe (N) g | 0   | 0 | 0 | 0 | 000:000 | ±0    | 0      |

| (N) | Aufsteiger |

### Gau Oberrhein
| Pl. | Verein                   | Sp. | S | U | N | Tore    | Quote | Punkte |
| --- | ------------------------ | --- | - | - | - | ------- | ----- | ------ |
| 1.  | Freiburger FC (SM)(M)    | 4   | 4 | 0 | 0 | 025:100 | 25,00 | 08:0   |
| 2.  | Straßburger FC Donar (N) | 4   | 1 | 0 | 3 | 004:120 | 0,33  | 02:60  |
| 3.  | Hagenauer FV (N)         | 4   | 1 | 0 | 3 | 004:200 | 0,20  | 02:60  |
| 4.  | Straßburger FV h         | 0   | 0 | 0 | 0 | 000:000 | ±0    | 0      |
| 5.  | FC Mülhausen 1893 i      | 0   | 0 | 0 | 0 | 000:000 | ±0    | 0      |

| (SM) | süddeutscher Titelverteidiger |
| (M)  | Titelverteidiger Südkreis     |

### Gau Schwaben
| Pl. | Verein                 | Sp. | S | U | N | Tore    | Quote | Punkte |
| --- | ---------------------- | --- | - | - | - | ------- | ----- | ------ |
| 1.  | FC Stuttgarter Kickers | 4   | 3 | 1 | 0 | 021:300 | 7,00  | 07:10  |
| 2.  | FC Karlsvorstadt       | 4   | 2 | 1 | 1 | 013:110 | 1,18  | 05:30  |
| 3.  | FC Union Stuttgart (N) | 4   | 0 | 0 | 4 | 004:240 | 0,17  | 0:80   |

| (N) | Aufsteiger |

### Endrunde Südkreis
| Pl. | Verein                                       | Sp. | S | U | N | Tore    | Quote | Punkte |
| --- | -------------------------------------------- | --- | - | - | - | ------- | ----- | ------ |
| 1.  | FC Stuttgarter Kickers (Sieger Gau Schwaben) | 4   | 3 | 1 | 0 | 018:600 | 3,00  | 07:10  |
| 2.  | Karlsruher FV (Sieger Gau Mittelbaden)       | 4   | 1 | 1 | 2 | 006:130 | 0,46  | 03:50  |
| 3.  | Freiburger FC (M) (Sieger Gau Oberrhein)     | 4   | 1 | 0 | 3 | 006:110 | 0,55  | 02:60  |

| (M) | Titelverteidiger Südkreis |

| Endrundenspiele Südkreis | Endrundenspiele Südkreis | Endrundenspiele Südkreis | Endrundenspiele Südkreis | Endrundenspiele Südkreis |
| ------------------------ | ------------------------ | ------------------------ | ------------------------ | ------------------------ |
| FC Stuttgarter Kickers   | –                        | Freiburger FC            | 4:0                      | 4:3                      |
| FC Stuttgarter Kickers   | –                        | Karlsruher FV            | 7:0                      | 3:3                      |
| Karlsruher FV            | –                        | Freiburger FC            | 1:2                      | 2:1                      |

## Westkreis
Im Gau Saar gab es noch keine A-Klasse und im Gau Mittelrhein wurde nur noch eine B- und C-Klasse gebildet. Somit war der Meister des Gau Pfalz gleichzeitig auch Sieger des Westkreises.

### Gau Pfalz
| Pl. | Verein                    | Sp. | S | U | N | Tore    | Quote | Punkte |
| --- | ------------------------- | --- | - | - | - | ------- | ----- | ------ |
| 1.  | FC Pfalz Ludwigshafen     | 8   | 6 | 2 | 0 | 025:800 | 3,13  | 14:20  |
| 2.  | FC Palatia Kaiserslautern | 8   | 4 | 1 | 3 | 026:170 | 1,53  | 09:70  |
| 3.  | FC 1900 Kaiserslautern    | 8   | 3 | 1 | 4 | 021:220 | 0,95  | 07:90  |
| 4.  | FC Bavaria Kaiserslautern | 8   | 3 | 1 | 4 | 018:260 | 0,69  | 07:90  |
| 5.  | FC Revidia Ludwigshafen   | 8   | 1 | 1 | 6 | 015:320 | 0,47  | 03:13  |

## Endrunde um die süddeutsche Meisterschaft
Südkreismeister FC Stuttgarter Kickers gewann in der süddeutschen Endrunde alle sechs Spiele und ließ so die Konkurrenz deutlich hinter sich.

### Kreuztabelle
| 1908                   | FC Stuttgarter Kickers | 1. FC Nürnberg | 1. Hanauer FC 1893 | FC Pfalz Ludwigshafen |
| ---------------------- | ---------------------- | -------------- | ------------------ | --------------------- |
| FC Stuttgarter Kickers |                        | 2:1            | 4:3                | 12:0                  |
| 1. FC Nürnberg         | 1:4                    |                | 5:0                | 9:1                   |
| 1. Hanauer FC 1893     | 2:3                    | 1:1            |                    | 4:1                   |
| FC Pfalz Ludwigshafen  | 0:4                    | 2:1            | 1:3                |                       |

### Abschlusstabelle
| Pl. | Verein                                   | Sp. | S | U | N | Tore    | Quote | Punkte |
| --- | ---------------------------------------- | --- | - | - | - | ------- | ----- | ------ |
| 1.  | FC Stuttgarter Kickers (Sieger Südkreis) | 6   | 6 | 0 | 0 | 029:700 | 4,14  | 12:0   |
| 2.  | 1. FC Nürnberg (Sieger Ostkreis)         | 6   | 2 | 1 | 3 | 018:100 | 1,80  | 05:70  |
| 3.  | 1. Hanauer FC 1893 (Sieger Nordkreis)    | 6   | 2 | 1 | 3 | 013:150 | 0,87  | 05:70  |
| 4.  | FC Pfalz Ludwigshafen (Sieger Westkreis) | 6   | 1 | 0 | 5 | 005:330 | 0,15  | 02:10  |